# Pascal Rémond
Pascal Rémond (* 23. April 1977 in Stuttgart) ist ein deutscher Kameramann (Director of Photography) für Spielfilm und Werbung.

## Leben

### Persönliches
In Stuttgart aufgewachsen, legte er sein Abitur 1997 an einem beruflichen Gymnasium in Waiblingen ab. Sein Film- und Medien-Studium mit Schwerpunkt Bildgestaltung an der Filmakademie Baden-Württemberg in Ludwigsburg schloss er 2004 mit Diplom ab. Er lebt in Stuttgart und ist freiberuflich tätig.

### Spielfilme
2001 war er an dem Kurzfilm Operation Durante unter der Regie von Oliver Frohnauer beteiligt. Zwei weitere Kurzfilme, Homerun und Damals & Heute folgten im Jahr 2002. Alle drei Filme wurden von der Filmakademie Baden-Württemberg produziert. 2004 folgte der Kurzfilm Nachtschicht, der von der Merz Akademie produziert wurde. 2005 war er Kameramann beim Diplomfilm Richtung Leben von Stephan Rick, der hierfür 2005 die Ehrenauszeichnung der Jury des Internationalen Krakau-Filmfestivals und 2006 den Studio Hamburg Nachwuchspreis in der Kategorie Publikumspreis erhielt. Beim deutschen Fernsehfilm Schiller war Rémond 2006 als Second-Unit-Kameramann beteiligt. 2010 war er als Chefkameramann für die Fernsehserie Alpha 0.7 – Der Feind in dir, für vier Folgen der Serie SOKO Stuttgart und den Thriller Black Forest tätig. 2011 war er Kameramann bei der schweizerisch-deutschen Verfilmung Der Teufel von Mailand nach dem gleichnamigen Roman von Martin Suter.

### Musikvideos/Werbefilme
Ab dem Jahr 2000 war Rémond als Kameramann für Werbefilme und Musikvideos tätig. Während seines Studiums war er unter anderem Kameramann in Werbespots für die Firmen Wella, Wüstenrot und Tchibo. 2002 war er Chef des Kamerateams beim Musikvideo zu dem Song Waiting der Schweizer Popband Lunik, das 2002 beim Internationalen Toronto Onlinefilmfestival den ersten Preis erhielt. Es folgten weitere Musikvideos für Lunik und die Band Crustation, primär war er aber als Kameramann für über 200 Werbefilme tätig. Unter anderem erhielt der Spot Grandma für IKEA, an dem er beteiligt war, 2005 den silbernen David beim Porsche Award (Porsche Nachwuchspreis Internationaler Werbefilm) und war für den Young Directors Award in Cannes nominiert. Weitere Firmen, an deren Werbespots er beteiligt war, waren unter anderem Mercedes-Benz, Porsche, Hugo Boss, Poco mit Daniela Katzenberger und Thalia.

## Filmografie
- 2001: Operation Durante (Kurzfilm)
- 2002: Homerun (Kurzfilm)
- 2002: Damals & Heute (Kurzfilm)
- 2004: Nachtschicht (Kurzfilm)
- 2005: Richtung Leben (Kurzfilm)
- 2005: Schiller (Second-Unit-Kamera)
- 2006: Alternate Ending (Kurzfilm)
- 2009: Im Sog der Nacht
- 2010: Alpha 0.7 – Der Feind in dir (Fernsehserie)
- 2010: SOKO Stuttgart (Fernsehserie, Folgen 1x17–1x20)
- 2010: Black Forest
- 2012: Der Teufel von Mailand
- 2013: Das alte Haus